# Денисов, Олег Иванович
Олег Иванович Денисов (род. 25 июня 1966, Челябинск) — российский политический деятель. Депутат Государственной Думы четвёртого созыва (2003—2007).

## Биография
Окончил Московский государственный технический университет им. Баумана.
С 1989 года — глава профсоюза студентов, организовывал студенческие протесты.
В 1995 году входил в общефедеральный список КРО под № 9.
С 1998 года — сопредседатель Партии российских регионов.
На 2003 год — председатель профсоюзного комитета студентов Московского государственного технического университета им. Н. Э. Баумана.
7 декабря 2003 года был избран депутатом Государственной Думы четвёртого созыва по общефедеральному списку блока «Родина» (№ 6 в списке). Вошёл в состав фракции «Родина». Заместитель председателя Комитета по образованию и науке.
21 января 2005 года группа из пяти депутатов фракции «Родина» заявила о намерении провести голодовку в служебном помещении фракции в Госдуме. Требования: отставка министров социально-экономического блока правительства: Михаила Зурабова, Алексея Кудрина, Германа Грефа. Введение моратория на Закон № 122-ФЗ об отмене льгот. Создание Чрезвычайной Комиссии для поиска путей выхода из социального кризиса. Уважение к мнению оппозиции Государственной думы: «Родины», КПРФ и независимых депутатов.
Участвовали Дмитрий Рогозин, Денисов, Михаил Маркелов, Андрей Савельев, Иван Харченко. 1 февраля 2005 года голодовка была прекращена.